# Wär Gott nicht mit uns diese Zeit, BWV 14

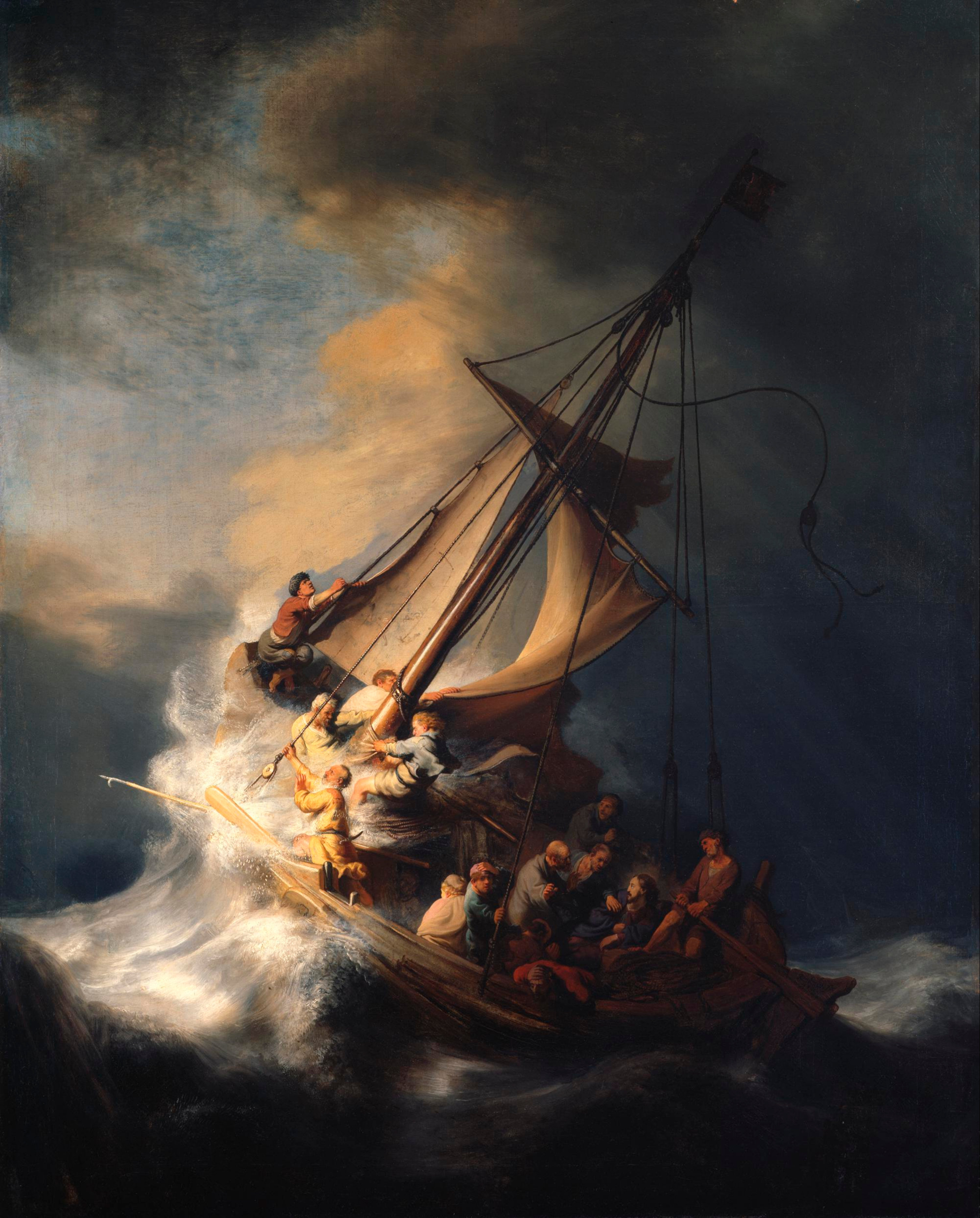
Der Sturm auf dem See Genezareth von Rembrandt, 1632

Wär Gott nicht mit uns diese Zeit (BWV 14) ist eine Kirchenkantate von Johann Sebastian Bach. Er komponierte die Choralkantate in Leipzig für den 4. Sonntag nach Epiphanias auf das Kirchenlied von Martin Luther und führte sie am 30. Januar 1735 erstmals auf.

## Geschichte und Worte
Bach schrieb die Choralkantate in Leipzig für den 4. Sonntag nach Epiphanias (Erscheinung des Herrn). In seinem ersten Jahr in Leipzig hatte er zu diesem Anlass Jesus schläft, was soll ich hoffen? komponiert. Im Jahr 1725, als er einen Jahreszyklus von Choralkantaten komponierte, gab es den Sonntag nicht, weil Ostern früh lag. 1735, kurz nach der ersten Aufführung seines Weihnachtsoratorium, füllte er diese Lücke. Für Christoph Wolff ist es offensichtlich, dass Bach seinen Zyklus von Choralkantaten 1735 wieder aufführte und zwischen Was mein Gott will, das g’scheh allzeit, BWV 111 für den dritten Sonntag nach Epiphanias und Ich hab in Gottes Herz und Sinn für Septuagesima eine neue Kantate benötigte.
Die vorgeschriebenen Lesungen für den Sonntag waren Röm 13,8–10 , „So ist nun die Liebe des Gesetzes Erfüllung“, und Mt 8,23–27 , die Sturmstillung. Der Kantatentext beruht auf dem gleichnamigen Kirchenlied in drei Strophen von Martin Luther, einer Umdichtung von Psalm 124, veröffentlicht 1524 in Johann Walters Eyn geystlich Gesangk Buchleyn. Laut John Eliot Gardiner wurde das Lied in Leipzig regelmäßig an diesem Sonntag gesungen. Der Text der ersten und der letzten Strophe wurde für die Kantate im Wortlaut beibehalten, ein unbekannter Librettist dichtete die mittlere Strophe zu einer Folge von Arie, Rezitativ und Arie um, Wolff benennt Andreas Stübel als möglichen Dichter. Das Thema des Liedes bezieht sich allgemein auf das Evangelium: Unser Leben ist auf Gottes Hilfe angewiesen und ohne ihn verloren. Eine weitere Verbindung ist durch die Bilder von überflutendem Wasser im Psalm gegeben, den Luther umgedichtet hat. Der Kantatendichter entwickelte daraus „Es hätt uns ihre Wut wie eine wilde Flut und als beschäumte Wasser überschwemmet“.
Bach führte die Kantate am 30. Januar 1735 erstmals auf. Sie ist eine seiner spätesten erhaltenen Kirchenkantaten.

## Besetzung und Aufbau
Die Kantate ist besetzt mit drei Solisten, Sopran, Tenor und Bass, vierstimmigem Chor, Corno da caccia, zwei Oboen, zwei Violinen, Viola und Basso continuo.
1. Coro: Wär Gott nicht mit uns diese Zeit
2. Aria (Sopran): Unsre Stärke heißt zu schwach
3. Recitativo (Tenor): Ja, hätt es Gott nur zugegeben
4. Aria (Bass): Gott, bei deinem starken Schützen
5. Choral: Gott Lob und Dank, der nicht zugab

## Musik
Der Choral wird auf die Melodie von Wo Gott der Herr nicht bei uns hält gesungen. Diesem Lied hatte Bach ebenfalls eine Choralkantate gewidmet, Wo Gott der Herr nicht bei uns hält, BWV 178. Der Eingangschor ist eine ungewöhnliche Komposition, die nicht den Schema von Ritornellen folgt, in die der Sopran den cantus firmus in langen Noten singt. In einer Satzweise, die an Motetten erinnert, spielen die Streicher colla parte mit den Stimmen, jede Zeile des Chorals wird durch eine vierstimmige Gegenfuge vorbereitet. Die Choralmelodie wird nicht gesungen, sondern von den Bläsern in langen Noten vorgetragen. Dadurch entsteht ein fünfstimmiger Satz, der in Bachs Kantatenschaffen einzigartig ist. Das einzige andere Stück von ähnlicher Komplexität, ebenfalls mit instrumentalem cantus firmus, ist der Eingangschor von Ein feste Burg ist unser Gott, BWV 80, der jedoch keine Gegenfuge enthält.
In der ersten Arie wird der Sopran begleitet von den Streichern und dem Horn, das den Textkontrast „stark“ und „schwach“ zusammen mit der Singstimme unterstreicht. Gardiner bemerkt, dass das Horn in seinem höchsten Register spielt, im Autograph als „Corne. par force and tromba“ bezeichnet. Die hohe Lage der Blechbläserstimme lässt sich aber einfacher damit erklären, dass dieser Satz für Trompete in B geschrieben ist. Im zentralen Rezitativ werden die flutenden Wasser durch schnelle Passagen im continuo auf Worte wie „Wut“, „Flut“ und „überschwemmet“ illustriert. Ähnliche Wortmalerei malt im Mittelteil der Bass-Arie die Wellen in Oktavsprüngen und „abwärtsschießenden Läufen“, wie Alfred Dürr es beschreibt. Der Schlusschoral ist ein vierstimmiger Satz mit belebten Unterstimmen, der Ähnlichkeit mit den Chorälen des kurz zuvor aufgeführten Weihnachts-Oratoriums hat. Wolff betont die reife Kompositionstechnik in Bachs späten Kirchenkantaten, in die seine Erfahrungen der Jahre 1723 bis 1729 eingegangen ist.

## Einspielungen
- J.S. Bach: Das Kantatenwerk - Sacred Cantatas Vol. 1, Gustav Leonhardt, Tölzer Knabenchor, King's College Choir, Leonhardt-Consort, Solist des Tölzer Knabenchor, Marius van Altena, Max van Egmond, Teldec 1972
- Die Bach Kantate Vol. 8, Helmuth Rilling, Gächinger Kantorei, Württembergisches Kammerorchester Heilbronn, Krisztina Láki, Aldo Baldin, Philippe Huttenlocher, Hänssler 1984
- Bach Made in Germany Vol. 4 - Cantatas III, Hans-Joachim Rotzsch, Thomanerchor, Neues Bachisches Collegium Musicum, Monika Frimmer, Eberhard Büchner, Andreas Scheibner, Eterna 1984
- Bach Cantatas Vol. 19: Greenwich/Romsey, John Eliot Gardiner, Monteverdi Choir, English Baroque Soloists, Joanne Lunn, Paul Agnew, Peter Harvey, Soli Deo Gloria 2000
- Bach Edition Vol. 18 - Cantatas Vol. 9, Pieter Jan Leusink, Holland Boys Choir, Netherlands Bach Collegium, Ruth Holton, Knut Schoch, Bas Ramselaar, Brilliant Classics 2000
- J.S. Bach: Complete Cantatas Vol. 20, Ton Koopman, Amsterdam Baroque Orchestra & Choir, Johannette Zomer, James Gilchrist, Klaus Mertens, Antoine Marchand 2002